# Жонатан Сісеро Морейра
Жонатан Сісеро Морейра (порт. Jonathan Cícero Moreira, нар. 27 лютого 1986, Консельєйру-Лафаєті) — бразильський футболіст, правий захисник та півзахисник клубу «Флуміненсе».
Виступав на батьківщині за клуби «Крузейру» та «Сантус», вигравши з останнім Кубок Лібертадорес. Також виступав в Італії за «Інтернаціонале» та «Парму».

## Ігрова кар'єра
Народився 27 лютого 1986 року в місті Консельєйру-Лафаєті. Вихованець футбольної школи клубу «Крузейру». Дорослу футбольну кар'єру розпочав 2005 року в основній команді того ж клубу. Дебютував в основному складі команди 24 липня 2005 року в матчі з «Сантусом», в якому його клуб переміг 3:2. Наступного року він виграв чемпіонат штату Мінас Жерайс.

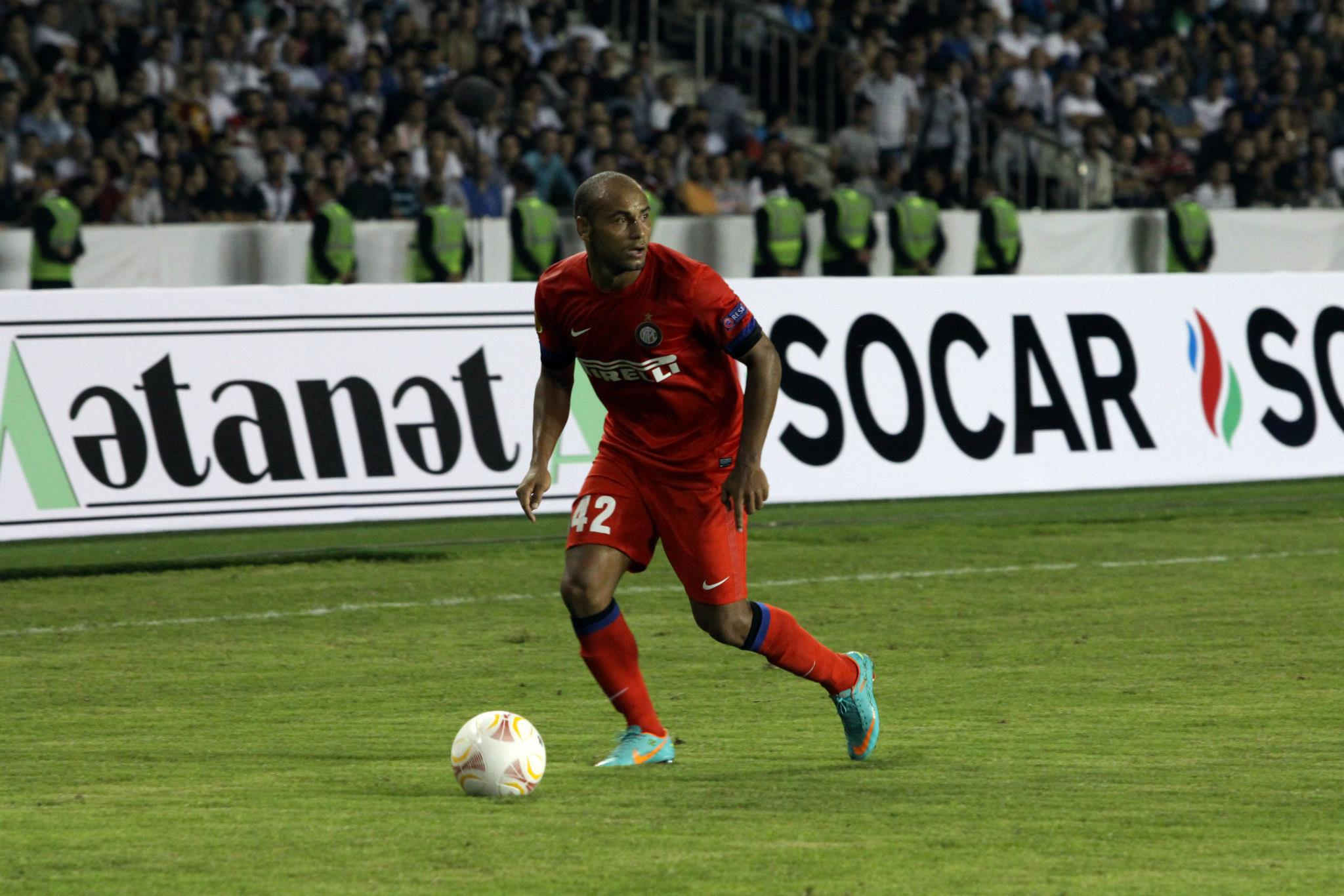
Жонатан під час виступів за «Інтернаціонале». 4 жовтня 2012 року

Починаючи з сезону 2007 року, Жонатан став гравцем основи «Крузейро», в тому ж році він забив свій перший м'яч за клуб, вразивши 25 серпня 2007 року ворота «Корінтіанса». 5 вересня 2007 року Жонатан продовжив контракт з клубом до липня 2011. В 2008 та 2009 Жонатан з клубом двічі поспіль знову вигравали чемпіонат штату, а 2009 року ще й дійшли до фіналу Кубка Лібертадорес. Всього за рідний клуб Жонатан провів шість сезонів, взявши участь у 184 матчах чемпіонату. Більшість часу, проведеного у складі «Крузейру», був основним гравцем команди.
У грудні 2010 року за 2 млн євро перейшов у «Сантус» і 2011 року виграв разом з «Сантосом» чемпіонат штату Сан-Паулу та Кубок Лібертадорес, проте в фінальних матчах участі не брав. У тому ж році захисником зацікавився міланський «Інтернаціонале». 15 липня 2011 року бразильський легіонер підписав контракт з «Інтером» строком до 30 червня 2015 року.
Після декількох невдало проведених матчів, 18 січня 2012 року Жонатана відправили в «Парму» на правах оренди до кінця сезону 2011/12.
Влітку 2012 року Жонатан повернувся до складу «нераззуррі». 17 квітня 2013 року Джонатан забив свій перший гол в футболці «Інтернаціонале» в матчі Кубка Італії проти «Роми». Наразі встиг відіграти за «Інтернаціонале» 44 матчі в національному чемпіонаті.

## Виступи в збірній
Жонатан виступав за збірні Бразилії різних вікових категорій. Був переможцем юнацького чемпіонату світу 2003 року, що проходив в Фінляндії. На турнірі він зіграв в усіх шести матчах, в тому числі і в фіналі проти однолітків з Іспанії (1:0).

## Статистика виступів

### Статистика клубних виступів
| Сезон                      | Команда                    | Чемпіонат                  | Чемпіонат | Чемпіонат | Національний кубок | Національний кубок | Національний кубок | Континентальні кубки | Континентальні кубки | Континентальні кубки | Інші змагання | Інші змагання | Інші змагання | Усього | Усього |
| Сезон                      | Команда                    | Ліга                       | Ігор      | Голів     | Ліга               | Ігор               | Голів              | Ліга                 | Ігор                 | Голів                | Ліга          | Ігор          | Голів         | Ігор   | Голів  |
| -------------------------- | -------------------------- | -------------------------- | --------- | --------- | ------------------ | ------------------ | ------------------ | -------------------- | -------------------- | -------------------- | ------------- | ------------- | ------------- | ------ | ------ |
| 2005                       | «Крузейру»                 | ЛМ+A                       | ?+19      | ?+0       | —                  | —                  | —                  | —                    | —                    | —                    | —             | —             | —             | 19+    | 0+     |
| 2006                       | «Крузейру»                 | ЛМ+A                       | ?+11      | ?+0       | —                  | —                  | —                  | —                    | —                    | —                    | —             | —             | —             | 11+    | 0+     |
| 2007                       | «Крузейру»                 | ЛМ+A                       | ?+23      | ?+1       | —                  | —                  | —                  | —                    | —                    | —                    | —             | —             | —             | 23+    | 1+     |
| 2008                       | «Крузейру»                 | ЛМ+A                       | ?+25      | ?+2       | —                  | —                  | —                  | КЛ+ПАК               | 5+1                  | 0                    | —             | —             | —             | 31+    | 2+     |
| 2009                       | «Крузейру»                 | ЛМ+A                       | 10+27     | 4+3       | —                  | —                  | —                  | КЛ                   | 14                   | 0                    | —             | —             | —             | ?      | 7+     |
| 2010                       | «Крузейру»                 | ЛМ+A                       | 10+27     | 1+0       | —                  | —                  | —                  | КЛ                   | 12                   | 1                    | —             | —             | —             | 49     | 2      |
| Усього за «Крузейру»       | Усього за «Крузейру»       | Усього за «Крузейру»       | 152       | 11        |                    |                    |                    |                      | 32                   | 1                    |               |               |               | 184    | 12     |
| 2011                       | «Сантус»                   | ЛП                         | 13        | 1         | —                  | —                  | —                  | КЛ                   | 7                    | 1                    | —             | —             | —             | 20     | 2      |
| 2011-12                    | «Інтернаціонале»           | A                          | 4         | 0         | КІ                 | 0                  | 0                  | ЛЧ                   | 2                    | 0                    | СІ            | 0             | 0             | 6      | 0      |
| 2011-12                    | «Парма»                    | A                          | 12        | 1         | КІ                 | —                  | —                  | —                    | —                    | —                    | —             | —             | —             | 12     | 1      |
| 2012-13                    | «Інтернаціонале»           | A                          | 8         | 0         | КІ                 | 3                  | 1                  | ЛЄ                   | 12                   | 0                    | —             | —             | —             | 23     | 1      |
| 2013-14                    | «Інтернаціонале»           | A                          | 31        | 3         | КІ                 | 1                  | 1                  | —                    | —                    | —                    | —             | —             | —             | 32     | 4      |
| 2014-15                    | «Інтернаціонале»           | A                          | 1         | 0         | КІ                 | 0                  | 0                  | ЛЄ                   | 2                    | 0                    | —             | —             | —             | 3      | 0      |
| Усього за «Інтернаціонале» | Усього за «Інтернаціонале» | Усього за «Інтернаціонале» | 44        | 3         |                    | 4                  | 2                  |                      | 16                   | 0                    |               | 0             | 0             | 64     | 5      |
| Усього за кар'єру          | Усього за кар'єру          | Усього за кар'єру          | 220       | 16        |                    | 4                  | 2                  |                      | 55                   | 2                    |               | 0             | 0             | 279    | 20     |

## Титули і досягнення
- Чемпіон світу (U-17): 2003
- Переможець Ліги Мінейру (3):

«Крузейру»: 2006, 2008, 2009
- Переможець Ліги Пауліста (1):

«Сантус»: 2011
- Володар Кубка Лібертадорес (1):

«Сантус»: 2011
- Володар Південноамериканського кубка (1):

«Атлетіко Паранаенсе»: 2018
- Переможець Ліги Паранаенсе (1):

«Атлетіко Паранаенсе»: 2018
- Володар Кубка Бразилії (1):

«Атлетіко Паранаенсе»: 2019
- Володар Кубка банку Суруга (1):

«Атлетіко Паранаенсе»: 2019

### Індивідуальні
- Найкращий правий захисник чемпіонату Бразилії: 2008, 2009 (Troféu Telê Santa)
- У символічній збірній чемпіонату Бразилії: 2009 (Prêmio Craque do Brasileirão)